# 韦吕 (加来海峡省)
韦吕（法語：Vélu，法語發音：[vely]）是法国上法蘭西大區加来海峡省的一个市镇，属于阿拉斯区。

## 地理
韦吕（50°6'23"N, 2°58'21"E）面积3.14 平方千米，位于法国上法蘭西大區加来海峡省，该省份为法国北部沿海省份，西北濒北海，南至索姆省，东临北部省。
与韦吕接壤的市镇（或旧市镇、城区）包括：博梅莱康布雷、贝当古、阿普兰库尔、勒比基耶尔。

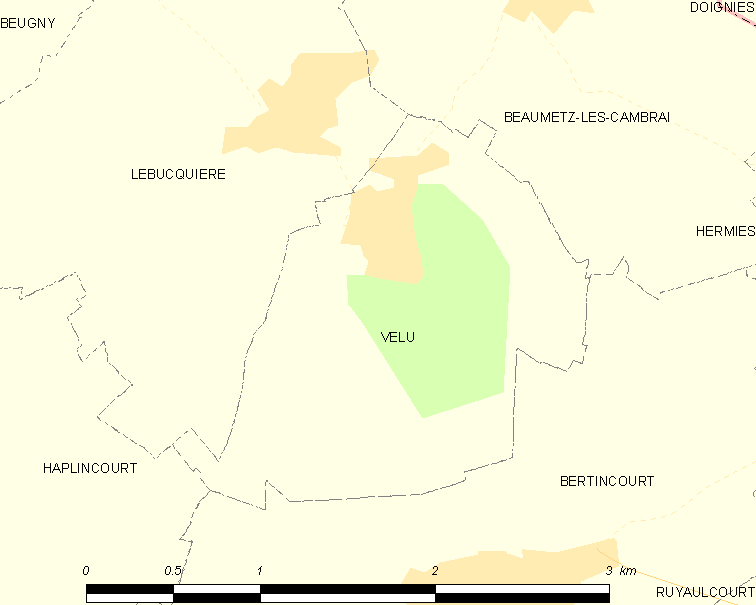
的OSM定位图

韦吕的时区为UTC+01:00、UTC+02:00（夏令时）。

## 行政
韦吕的邮政编码为62124，INSEE市镇编码为62840。

## 政治
韦吕所属的省级选区为巴波姆县。

## 人口

1962-2008年间人口变化图示

韦吕于2022年1月1日时的人口数量为130人。